# Pedicularis dasyantha
Espèce
Classification APG III (2009)
Pedicularis dasyantha est une espèce de Pédiculaire arctique appartenant à la famille des Scrophulariaceae selon la classification classique de Cronquist (1981) ou à la famille des Orobanchaceae selon la classification phylogénétique, que l'on trouve à l'île de Spitzberg (Svalbard), en Nouvelle-Zemble et à l'ouest de la péninsule de Taïmyr.

## Description
Pedicularis dasyantha mesure de 10 à 15 cm avec une ou plusieurs tiges dressées qui sont issues d'une racine pivotante. Les tiges possèdent de nombreuses feuilles. Ses feuilles basales sont nombreuses et pennées et laineuses dans la partie supérieure de la fleur. Les fleurs se présentent en une inflorescence dense et oblongue, chacune possédant une corolle rose foncé qui est plus longue que le calice.

## Habitat
Pedicularis dasyantha pousse dans les toundras humides, souvent avec Dryas octopetala et Cassiope tetragona. Comme les autres espèces de Pedicularis, celle-ci est une plante parasite qui apprécie l'espèce Dryas octopetala.